# 榛名湖町
榛名湖町（はるなこまち）は、群馬県高崎市の町名。郵便番号は370-3348。面積は4.06km2(2012年現在)。
室田村・室田町・榛名町時代の大字榛名山の北東部にあたる。2006年の高崎市編入の際に、大字榛名山の南西部が榛名山町、北東部が榛名湖町となった。

## 地理

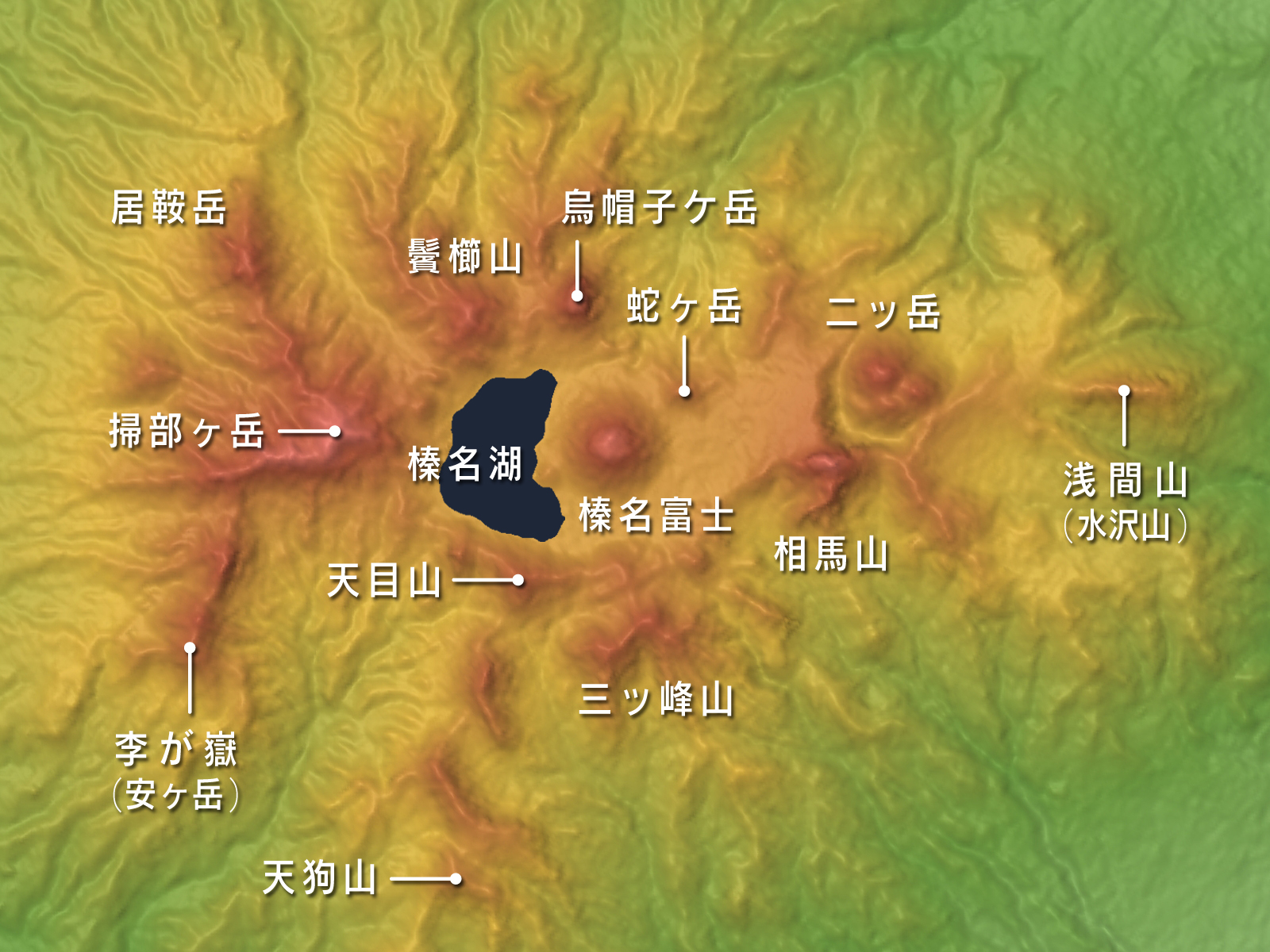
山頂部地形図と解説 >無印画像

榛名山の山頂、榛名湖の周辺に位置する。

### 湖
- 榛名湖

### 山岳
- 榛名山（榛名富士山）
- 天目山
- 蛇ケ岳

## 歴史

### 年表
- 2006年（平成18年）10月1日 群馬郡榛名町が高崎市に編入され、大字榛名山の南西部が高崎市榛名山町、北東部が高崎市榛名湖町となる。

## 世帯数と人口
2017年（平成29年）8月31日現在の世帯数と人口は以下の通りである。
| 町丁     | 世帯数 | 人口 |
| -------- | ------ | ---- |
| 榛名湖町 | 39世帯 | 82人 |

## 小・中学校の学区
市立小・中学校に通う場合、学区は以下の通りとなる。
| 番地 | 小学校               | 中学校             |
| ---- | -------------------- | ------------------ |
| 全域 | 高崎市立上室田小学校 | 高崎市立榛名中学校 |

## 交通

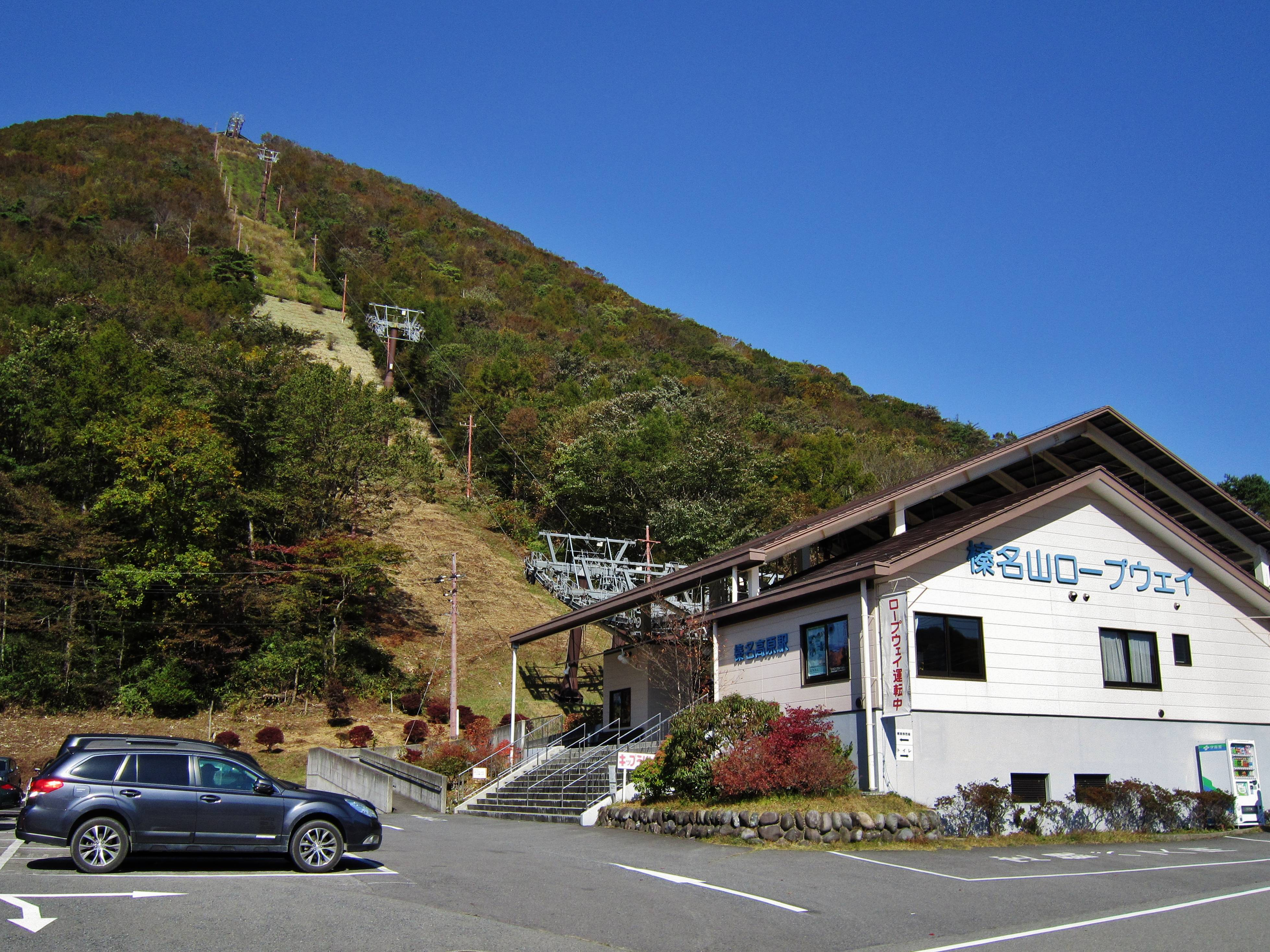
榛名高原駅

### 鉄道
榛名山ロープウェイの榛名高原駅と榛名富士山頂駅がある。

### 道路

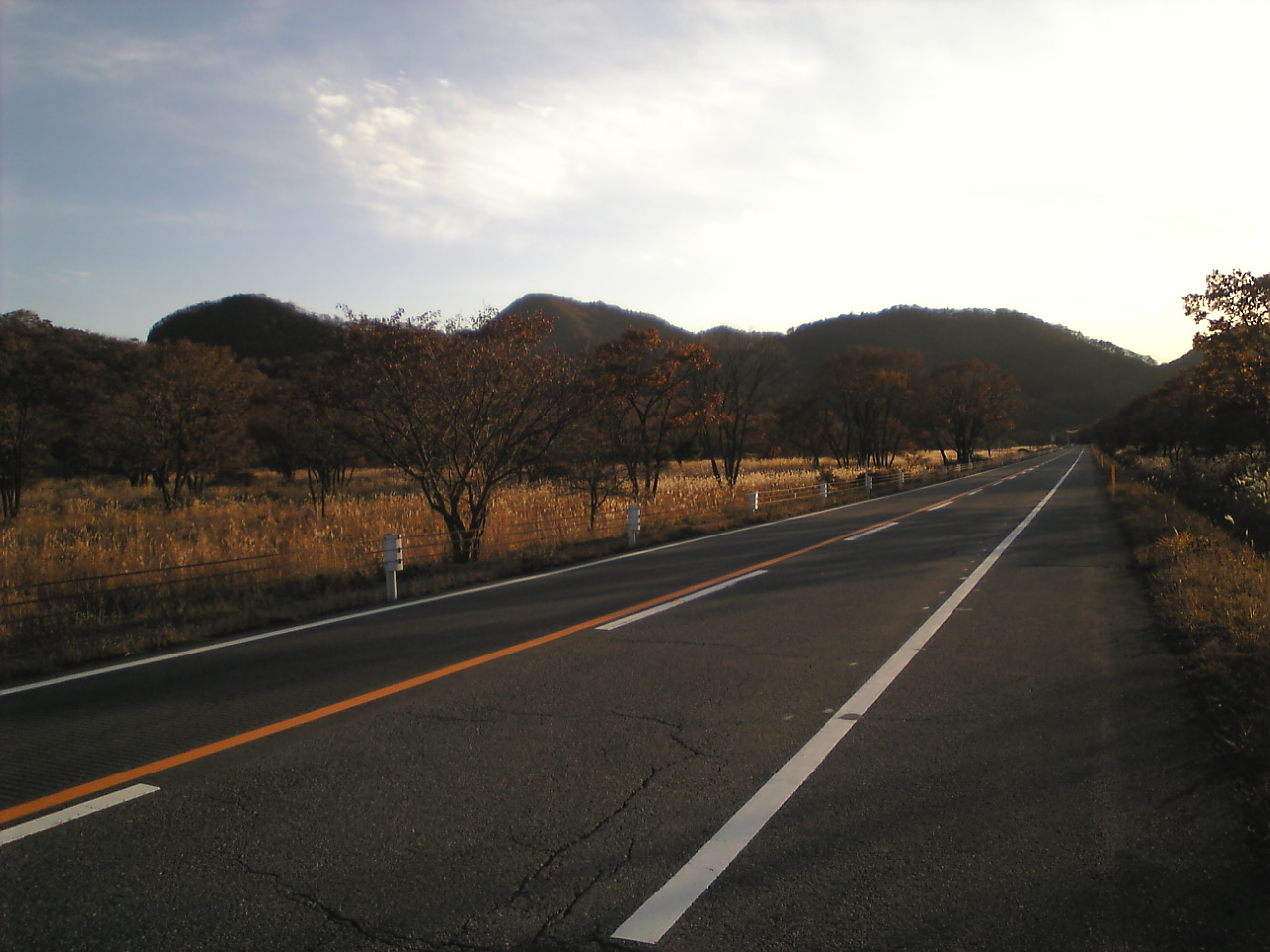
榛名山付近の群馬県道33号渋川松井田線

国道は通っていない。県道は群馬県道28号高崎東吾妻線、群馬県道33号渋川松井田線、群馬県道126号榛名山箕郷線が通っている。
群馬県道33号渋川松井田線には榛名湖メロディラインがある。

## 施設
- 群馬県立榛名公園ビジターセンター

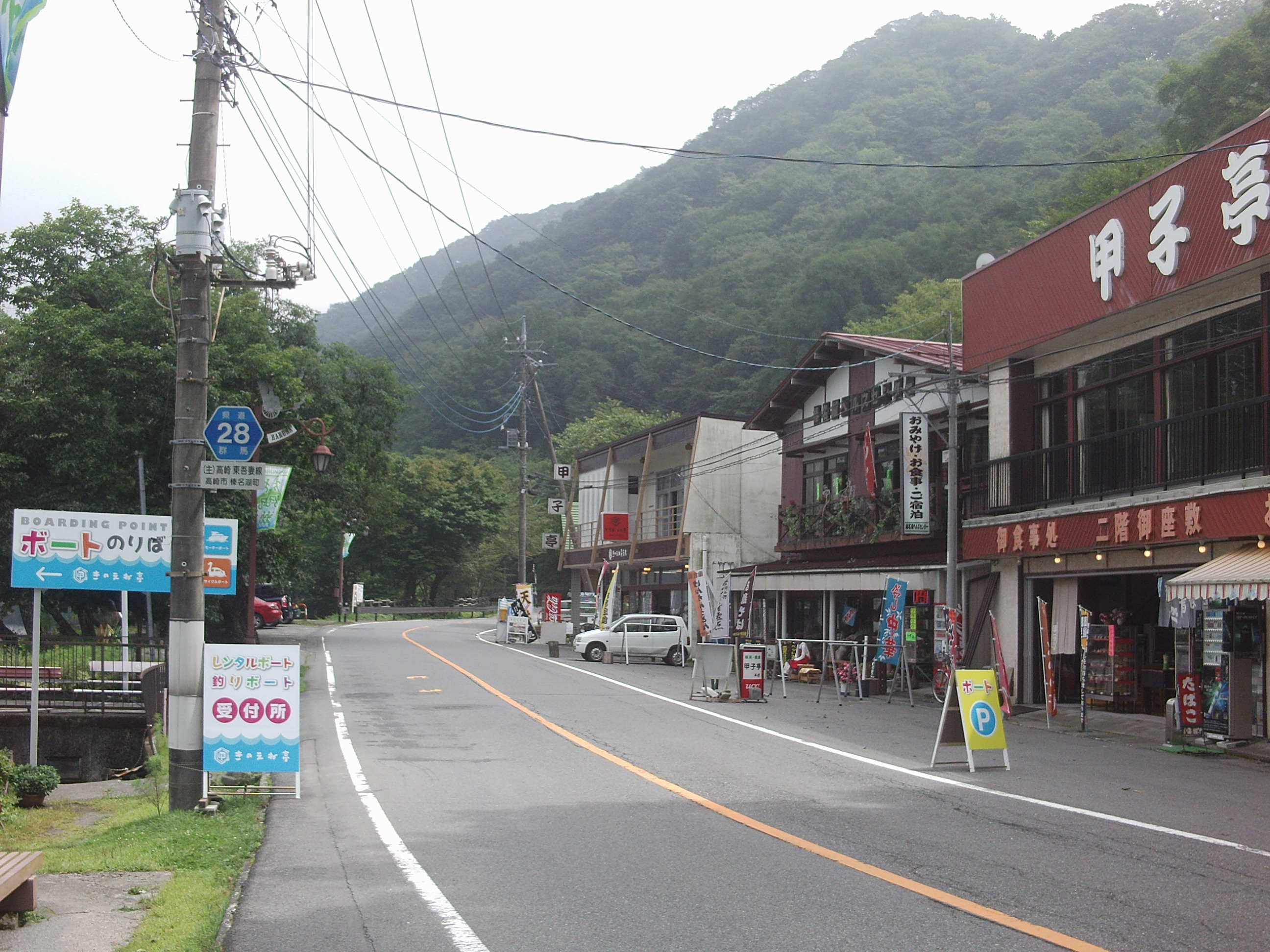
榛名湖周辺の観光街。

- 榛名山ロープウェイ 榛名高原駅・榛名富士山頂駅
- 榛名高原学校
- 東京都板橋区立榛名林間学園
- 湖畔の宿記念公園
- 榛名湖水質管理センター
- 榛名湖温泉